# The Man from Utopia
A The Man from Utopia Frank Zappa 1983-as albuma, rajta 1980-81-es koncertfelvételek utómunkálatokkal kiegészített változatai, új dalok és feldolgozások vegyesen találhatóak. A lemez hivatalos diszkográfiában a 36.

## A lemez számai
A máshogy jelölteken kívül minden szám Frank Zappa szerzeménye.

### CD-kiadás, 1995
1. "Cocaine Decisions" – 3:53
2. "SEX" – 3:44
3. "Tink Walks Amok" – 3:39
4. "The Radio is Broken" – 5:51
5. "We Are Not Alone" – 3:18
6. "The Dangerous Kitchen" – 2:51
7. "The Man from Utopia Meets Mary Lou" – 3:22
8. "Stick Together" – 3:14
9. "The Jazz Discharge Party Hats" – 4:29
10. "Luigi & the Wise Guys" (bonus track) – 3:25
11. "Mōggio" – 2:35

### Eredeti, bakelit kiadás
első oldal
1. "Cocaine Decisions" – 2:56
2. "The Dangerous Kitchen" – 2:51
3. "Tink Walks Amok" – 3:40
4. "The Radio is Broken" – 5:52
5. "Mōggio" – 3:05

második oldal
1. "The Man from Utopia/Mary Lou" (Donald and Doris Woods, Obie Jessie) – 3:19
2. "Stick Together" – 3:50
3. "SEX" – 3:00
4. "The Jazz Discharge Party Hats" – 4:30
5. "We Are Not Alone" – 3:31

## A lemezről
Ez a lemez is tartalmaz maradékokat a ki nem adott Chalk Pie lemezről, a szerkezete a Ship Arriving Too Late to Save a Drowning Witch-hez vagy a Frank Zappa Meets the Mothers of Prevention-höz vagy akár a Them or Us-hoz köthető (80-82-es kiegészített koncertfelvételek és stúdiómunkák, vegyesen), az értékes pillanatai igazán kiemelkedőek (Moggio, Dangerous Kitchen), de az előbbiek közül ez az album tűnik a legkevésbé egységesnek és koncepciózusnak.
A CD-kiadáskor Zappa nemcsak a lemezt szerkesztette át (felcserélt számsorrend és egy bónuszszám), de az zenei anyagot is teljesen újrakeverte, egyes hírek szerint a "The Dangerous Kitchen" és a "The Jazz Discharge Party Hats" basszus- és dobsávjait is kicserélte Chad Wackerman (dob) és Jay Anderson (basszus) játékára. Az egyes kiadások közti különbségek tekintetében elég nagy a káosz, ezügyben lásd a Zappa Patio elemzését.

## A borító
A The Man From Utopia, a Frank helyzetét találóan leíró című album 1983 márciusában jelent meg. A borítón levő festményen (Gaetano Liberatore munkája) Frank komoly izomtömeggel, vicsorogva látható a Frigidaire című olasz magazinban szereplő 'Tanino' című politikai képregény 'RanXerox' nevű robot hősét imitálva. A bal keze a Stratocasterének nyakát roppantja szét, a jobb kezével pedig a banda körül röpködő szúnyoghadat próbálja meg lecsapkodni a milánói Redecesio parkban. Mögötte egy útjelző táblán néhány olyan város neve olvasható, ahol a csapat előzőleg fellépett.
A hátsó borítón 'FranXerox' mögül látjuk a színt, jóval részletezettebben. A helyszín most Palermó, a rendbontás kezdetén. Könnygáz lepi el a tömeget, a rendőrök felcsatolják a pajzsaikat. Bal oldalon az előtérben John Smoothers egy fotós fejét passzírozza szét két zugkokózó mellett (a lemezt a 'Cocaine Decisions' nyitotta). Jobboldalt II. János Pál pápa gesztikulál, trónusát svájci gárdisták viszik. Előtte egy fedetlen keblű hölgy a Szabadságszobrot idéző pózban tartja magasra a Frigidaire egy összetekert példányát.
Olaszország épp akkor győzte le Németországot a világbajnokságon, erről a borító '3-1 Vaffanculo' felirattal emlékezik meg - a németeket a "picsába" küldeni szokványosnak legalábbis nem volt mondható.

## Az egyes dalokról
- Tink Walks Amok – "Tink" Arthur Barrow basszusgitáros gyerekkori beceneve, a szám nagyrészt az ő basszusjátékára épül: "A szalag forgott, ő meg a basszus különböző húrjaira és bundjaira mutatott, és mondta, hova helyezzem a témát. A felvétel közben írta a darabot!"[3] A darabnak egy kiegészített, gazdagabb változata hallható a The Banned From Utopia "So Yuh Don't Like Modern Art" (2002) című stúdiólemezén.
- Dangerous Kitchen – a szám eredetileg élőben hangzott el egy 1980-as koncerten, és az elénekelt/elmondott dal eredeti "dallamát" Steve Vai kottázta le és kettőzte meg bravúros módon egy akusztikus gitárral az eredeti énekszólamot. A dalról Eötvös Péter így nyilatkozott egy interjúban:[4]

Különösen a Dangerous Kitchen maradt emlékezetes, a Man From Utopia-ról, és egyfajta alap-darabbá is vált számomra, különösen később, amikor operákon kezdtem dolgozni - a technika, amit ebben használ, engem is nagyon érdekel: az a félig énekelt, félig beszélt előadásmód, ami tulajdonképpen nem sprächgesang, de annyiban nagyon érdekes, hogy ráadásul egy szólóhangszerrel is végig leköveti. Nagyon meglepett, amikor később hallottam, hogy a gitárszólamot utólag játszották az ének alá; én azt hittem, mivel teljesen egyidejűleg szólt, hogy Zappa maga énekelt és gitározott egyszerre. De ettől függetlenül maga a technika, az "énekelt hangszer" ötlete a Dangerous Kitchenből származik.
- The Man from Utopia Meets Mary Lou – a két szám (a "The Man from Utopia" és a "Mary Lou") az ötvenes évekből származó slágerek, a 82-es turné kedvelt ráadásszámai voltak, egyvelegként – ahogy az a YCDTOSA vol. 4 lemezen is hallható.
- Luigi & the Wise Guys – az eredeti kiadáson nem, csak az 1992 utáni DC-kiadásokon szereplő, szintén az 1981-82-es időszakból származó bónuszfelvétel.
- Moggio – az 1981-82-es felállás akrobatikus darabja, egészen különleges ritmikai felépítéssel – a darab szerepel az Ensemble Modern Greggery Peccary & Other Persuasions című lemezén is. Frank Zappa a címről:[5]

Egyszer, mikor Diva (Zappa legkisebb lánya) még egészen kicsi volt, bemászott egyszer az ágyunkba, én meg reggel hétkor mentem lefeküdni, ő egész éjszaka ott aludt Gaillel. Ahogy bemásztam az ágyba, ő felébredt, és elmesélte hogy volt álmában egy icipici apukája, akit "Moggio"-nak hívtak és aki a párna alatt lakott... és elmesélt egy egész kerek kis történetet erről a figuráról.

## Zenészek
- Frank Zappa – gitár, ének, dobgép, ARP 2600
- Steve Vai – lehetetlen gitár-szólamok
- Ray White – gitár, ének
- Roy Estrada – ének
- Bob Harris – "boy soprano"
- Ike Willis – ének
- Bobby Martin – billentyűs hangszerek, szaxofon, ének
- Tommy Mars – billentyűs hangszerek
- Arthur Barrow – billentyűs hangszerek, basszusgitár, micro bass, ritmusgitár
- Ed Mann – ütőhangszerek
- Scott Thunes – basszusgitár
- Chad Wackerman – dobok
- Vinnie Colaiuta – dobok
- Craig Twister Steward – harmonika
- Dick Fegy – mandolin
- Marty Krystall – szaxofon

## Helyezések
Album – Billboard (North America)
| Year | Chart      | Position |
| ---- | ---------- | -------- |
| 1983 | Pop Albums | 153      |